# Comuna de Osiecznica
Osiecznica (polaco: Gmina Osiecznica) é uma gminy (comuna) na Polónia, na voivodia de Baixa Silésia e no condado de Bolesławiecki. A sede do condado é a cidade de Osiecznica.
De acordo com os censos de 2004, a comuna tem 7077 habitantes, com uma densidade 16,2 hab/km².

## Área
Estende-se por uma área de 437,07 km², incluindo:
- área agrícola: 8%
- área florestal: 61%

## Demografia
Dados de 30 de Junho 2004:
|                      | Total   | Total | Mulheres | Mulheres | Homens  | Homens |
| -------------------- | ------- | ----- | -------- | -------- | ------- | ------ |
|                      | pessoas | %     | pessoas  | %        | pessoas | %      |
| População            | 7077    | 100   | 3549     | 50,1     | 3528    | 49,9   |
| Densidade (pop./km²) | 16,2    | 100   | 8,1      | 8,1      | 8,1     | 8,1    |

De acordo com dados de 2002, o rendimento médio per capita ascendia a 1607,61 zł.

## Subdivisões
- Ławszowa, Ołobok, Osieczów, Osiecznica-Kliczków, Parowa, Przejęsław, Świętoszów, Tomisław.

## Comunas vizinhas
- Bolesławiec, Iłowa, Małomice, Nowogrodziec, Szprotawa, Węgliniec, Żagań